# Jacqui Hand
Jacqueline Anne Hand (* 19. Februar 1999 in Auckland) ist eine neuseeländische Fußballspielerin.

## Karriere

### Klub
Bis 2017 spielte sie in der Mannschaft der Mount Albert Grammar School sowie auch noch daneben für die Eastern Suburbs. Danach ging sie zum Studieren in die USA und spielte hier dann bis einschließlich der Saison 2021 für die College-Mannschaft Colorado College Tigers. Seit April 2022 steht sie nun bei Åland United in Finnland unter Vertrag.

### Nationalmannschaft
Mit der U17 nahm sie im Oktober 2016 erst an deren Weltmeisterschaft teil und war dann einen Monat später auch noch mit der U20 bei deren Weltmeisterschaft aktiv, wobei sie bei letzterer auch nur einmal kurz zum Einsatz kam. Zwei Jahre später war sie mit dieser dann auch noch bei der U20-Weltmeisterschaft 2018. 
Ihr Debüt bei der A-Nationalmannschaft hatte sie dann im Oktober 2021 bei einer 1:5-Niederlage gegen Kanada. Danach folgten noch ein paar weitere Freundschaftsspiele und Einsätze bei Einladungsturnieren.
Am 30. Juni wurde sie für den Kader der Mannschaft bei der Weltmeisterschaft 2023 nominiert, kam in jedem der drei Spiele ihres Teams zum Einsatz und schied mit ihrer Mannschaft nach der Vorrunde aus.